# Henk Romijn Meijer
Henk Romijn Meijer, pseudonyme de Henk Meijer (Zwolle, 9 août 1929 - Souillac (France), 23 février 2008) est un linguiste et un écrivain néerlandais.
Enseignant universitaire, il a également écrit des poèmes, des essais, mais surtout des histoires courtes - nouvelles - et des romans.
Son œuvre littéraire se caractérise par un regard empreint d'une ironie pessimiste sur la nature humaine, avec cependant une large touche d'humour.
Même s’il a obtenu une grande reconnaissance de la critique littéraire, il n’est pas très connu du grand public.

## Biographie
Après le lycée, il étudie l'anglais à l'université d'Amsterdam et enseigne la littérature anglaise et américaine.
En 1956 il se marie avec la germaniste Elizabeth Mollison (°20.12.1930 Melbourne - Toorak (Australie), +25.11.2022 Souillac).
La même année est publié Consternatie, un recueil de sept nouvelles récompensé par le prix Reina Prinsen Geerligsprijs en 1954, 
qui consacre ses débuts d'écrivain. De cette époque date aussi son pseudonyme. Gerard van het Reve, alors rédacteur en chef de Tirade (nl), trouvait que le nom de Henk Meijer était trop sobre.
« Quel est le nom de ta mère ? », lui demanda-t-il. « Romijn », répondit Henk. C'est ainsi qu'il est devenu Henk Romijn Meijer.
Après un séjour en Australie en 1957 où il enseigne le français dans un collège de Melbourne (Kensington Central School), il revient aux Pays-Bas en 1959, nommé assistant à l'université d'Amsterdam. D’octobre 1962 à janvier 1964, il réside aux 
États-Unis, d’abord un an à New Haven - Université Yale - puis 7 mois à San Francisco - San Francisco State College. De 1964 à 1986, il est maître de conférences de littérature anglaise et américaine auprès du Séminaire anglais de l'université d'Amsterdam. Dans l'intervalle, en 1979-1981, il retourne aux États-Unis en tant qu'écrivain en résidence à l'université du Minnesota.
Dès les années soixante, il passe avec son épouse Elizabeth Mollison les mois d'été dans un petit village en bordure de la Dordogne, où ils ont acheté une petite maison. Il s’y établit en 2005 et décédera à Souillac le 23 février 2008 à l'âge de 78 ans, après avoir été gravement malade.

### Littérature
Enseignant en littérature anglaise et américaine, il publiera avec Elizabeth Mollison deux volumes rassemblant des poésies en langue anglaise du monde entier. Il écrira de nombreux articles dans son domaine.
Il a été également rédacteur en chef de Literair Paspoort (1978-1982) et de 
Maatstaf (nl) (à partir de 1982), également rédacteur invité de Propria Cures (nl) (1983-1984).
Il était en outre un amateur et un connaisseur de la peinture réaliste (Herman Gordijn).

### Écrivain[1]
Très jeune il écrit des poèmes, puis s'oriente vers l'écriture d'histoires courtes, de nouvelles.
Il écrira une trentaine de romans et de recueil d’histoires courtes (nouvelles) parmi lesquels Bon voyage Napoléon, De Amerikaantjes, Oprechter Trouw et Mijn naam is Garrigue.
L’écriture est concise, le regard saisit le cocasse et l’ironie des situations, mais toujours avec indulgence et humanité. Il se révèle un maître dans l'écriture des dialogues.
En 2004 il reçoit le prix Max Pam Award pour le recueil Alle verhalen tot nu toe qui rassemble 82 nouvelles publiées de 1956 à 2004.

### Jazz[3]
Passionné et fasciné par le jazz depuis son enfance, il rencontre aux États-Unis les jazzmen de légende des 
années 60 : John Coltrane, Dizzy Gillespie, Miles Davis et Yusef Lateef.
A Love Supreme, paru en 2011, rassemble trente articles publiés entre 1949 et 2002 dans des magazines de jazz, illustrés par les pochettes d'une centaine de disques de sa collection personnelle.
Cet ouvrage constitue une sorte de suite à son « autobiographie du jazz » - Een blauwe golf aan de kust - publié en 1986.
Lui-même jouait du violon - il en jouera jusqu'en 1962 - et surtout de la guitare acoustique. Il s'était perfectionné auprès du guitariste Eddie McFadden.
Il aimait en jouer en jam session avec des figures du jazz néerlandais, des musiciens comme John Engels (nl), Frits Müller (nl), Wim Overgaauw (nl), Willem van Manen (nl).

## Personnel
L'écrivain Aart Romijn (1907-1996) est un oncle maternel.